# Vesna Jovanović
Vesna Jovanović (ur. 27 października 1983 roku w Suboticy) – serbska siatkarka, środkowa.
Obecnie występuje we francuskim klubie Quimper Volley 29.

## Kluby
| Klub                                  | Kraj      | Lata gry    |
| ------------------------------------- | --------- | ----------- |
| Quimper Volley 29                     | Francja   | 2013 -      |
| PSPS Chemik Police                    | Polska    | 2012 – 2013 |
| VK Modřanská Prostějov                | Czechy    | 2011 – 2012 |
| Pays d'Aix Venelles                   | Francja   | 2010 – 2011 |
| Oxidoc Palma                          | Hiszpania | 2009 – 2010 |
| Entente Sportive Le Cannet-Rocheville | Francja   | 2007 – 2009 |
| Poštar 064 Belgrad                    | Serbia    | 2006 – 2007 |
| Spartak Subotica                      | Serbia    | 2004 – 2006 |

## Sukcesy
- Mistrzostwo Serbii:2007
- Puchar Serbii: 2007
- Srebrny medal Pucharu CEV: 2008
- awans do ORLEN Ligi: 2013

## Wyróżnienia
- MVP i najlepiej punktująca zawodniczka Pucharu CEV: 2008